# Brani musicali degli Oasis
Questa è la lista completa delle canzoni del gruppo rock inglese Oasis. Non sono contenute canzoni in versione live o remixate dalla band. La lista segue l'ordine alfabetico.

## Brani musicali originali
| Titolo                                           | Incisione                          | Anno | Autore del testo                                       |
| ------------------------------------------------ | ---------------------------------- | ---- | ------------------------------------------------------ |
| (As Long As They've Got) Cigarettes in Hell      | Go Let It Out                      | 2000 | Noel Gallagher                                         |
| (Get Off Your) High Horse Lady                   | Dig Out Your Soul                  | 2008 | Noel Gallagher                                         |
| (I Got) The Fever                                | Stand by Me                        | 1997 | Noel Gallagher                                         |
| (It's Good) To Be Free                           | Whatever                           | 1994 | Noel Gallagher                                         |
| (Probably) All in the Mind                       | Heathen Chemistry                  | 2002 | Noel Gallagher                                         |
| (You've Got) The Heart of a Star                 | Songbird                           | 2003 | Noel Gallagher                                         |
| A Bell Will Ring                                 | Don't Believe the Truth            | 2005 | Gem Archer                                             |
| A Quick Peep                                     | Heathen Chemistry                  | 2002 | Andy Bell                                              |
| Acquiesce                                        | Some Might Say                     | 1995 | Noel Gallagher                                         |
| Ain't Got Nothin                                 | Dig Out Your Soul                  | 2008 | Liam Gallagher                                         |
| Alive                                            | Shakermaker                        | 1994 | Noel Gallagher                                         |
| All Around the World                             | Be Here Now                        | 1997 | Noel Gallagher                                         |
| Angel Child                                      | D'You Know What I Mean?            | 1997 | Noel Gallagher                                         |
| Bag It Up                                        | Dig Out Your Soul                  | 2008 | Noel Gallagher                                         |
| Be Here Now                                      | Be Here Now                        | 1997 | Noel Gallagher                                         |
| Better Man                                       | Heathen Chemistry                  | 2002 | Liam Gallagher                                         |
| Bonehead's Bank Holiday                          | (What's the Story) Morning Glory?  | 1995 | Noel Gallagher, Paul "Bonehead" Arthurs                |
| Born on a Different Cloud                        | Heathen Chemistry                  | 2002 | Liam Gallagher                                         |
| Bring It on Down                                 | Definitely Maybe                   | 1994 | Noel Gallagher                                         |
| Can Y'See It Now? (I Can See It Now!!)           | Don't Believe the Truth            | 2005 | Noel Gallagher                                         |
| Carry Us All                                     | Sunday Morning Call                | 2000 | Noel Gallagher                                         |
| Cast No Shadow                                   | (What's the Story) Morning Glory?  | 1995 | Noel Gallagher                                         |
| Champagne Supernova                              | (What's the Story) Morning Glory?  | 1995 | Noel Gallagher                                         |
| Cigarettes & Alcohol                             | Definitely Maybe                   | 1994 | Noel Gallagher                                         |
| Cloudburst                                       | Live Forever                       | 1994 | Noel Gallagher                                         |
| Columbia                                         | Definitely Maybe                   | 1994 | Noel Gallagher                                         |
| D'Yer Wanna Be a Spaceman?                       | Shakermaker                        | 1994 | Noel Gallagher                                         |
| D'You Know What I Mean?                          | Be Here Now                        | 1997 | Noel Gallagher                                         |
| Don't Stop...                                    | Don't Stop...                      | 2020 | Noel Gallagher                                         |
| Digsy's Dinner                                   | Definitely Maybe                   | 1994 | Noel Gallagher                                         |
| Don't Go Away                                    | Be Here Now                        | 1997 | Noel Gallagher                                         |
| Don't Look Back in Anger                         | (What's the Story) Morning Glory?  | 1995 | Noel Gallagher                                         |
| Eyeball Tickler                                  | Lyla                               | 2005 | Gem Archer                                             |
| Fade Away                                        | Cigarettes & Alcohol               | 1994 | Noel Gallagher                                         |
| Fade In-Out                                      | Be Here Now                        | 1997 | Noel Gallagher                                         |
| Falling Down                                     | Dig Out Your Soul                  | 2008 | Noel Gallagher                                         |
| Flashbax                                         | All Around the World               | 1998 | Noel Gallagher                                         |
| Force of Nature                                  | Heathen Chemistry                  | 2002 | Noel Gallagher                                         |
| Fuckin' in the Bushes                            | Standing on the Shoulder of Giants | 2000 | Noel Gallagher                                         |
| Full On                                          | Sunday Morning Call                | 2000 | Noel Gallagher                                         |
| Gas Panic!                                       | Standing on the Shoulder of Giants | 2000 | Noel Gallagher                                         |
| Go Let It Out                                    | Standing on the Shoulder of Giants | 2000 | Noel Gallagher                                         |
| Going Nowhere                                    | Stand by Me                        | 1997 | Noel Gallagher                                         |
| Guess God Think's I'm Abel                       | Don't Believe the Truth            | 2005 | Liam Gallagher                                         |
| Half the World Away                              | Whatever                           | 1994 | Noel Gallagher                                         |
| Headshrinker                                     | Some Might Say                     | 1995 | Noel Gallagher                                         |
| Hello                                            | (What's the Story) Morning Glory?  | 1995 | Noel Gallagher, Gary Glitter, Mike Leander             |
| Hey Now!                                         | (What's the Story) Morning Glory?  | 1995 | Noel Gallagher                                         |
| Hung in a Bad Place                              | Heathen Chemistry                  | 2002 | Gem Archer                                             |
| I Believe in All                                 | Dig Out Your Soul                  | 2008 | Liam Gallagher                                         |
| I Can See a Liar                                 | Standing on the Shoulder of Giants | 2000 | Noel Gallagher                                         |
| I Hope, I Think, I Know                          | Be Here Now                        | 1997 | Noel Gallagher                                         |
| I Will Believe                                   | Supersonic                         | 1994 | Noel Gallagher                                         |
| I'm Outta Time                                   | Dig Out Your Soul                  | 2008 | Liam Gallagher                                         |
| Idler's Dream                                    | The Hindu Times                    | 2002 | Noel Gallagher                                         |
| It's Better People                               | Roll with It                       | 1995 | Noel Gallagher                                         |
| It's Gettin' Better (Man!!)                      | Be Here Now                        | 1997 | Noel Gallagher                                         |
| Just Getting Older                               | The Hindu Times                    | 2002 | Noel Gallagher                                         |
| Keep the Dream Alive                             | Don't Believe the Truth            | 2005 | Andy Bell                                              |
| Let There Be Love                                | Don't Believe the Truth            | 2005 | Noel Gallagher                                         |
| Let's All Make Believe                           | Go Let It Out                      | 2000 | Noel Gallagher                                         |
| Listen Up                                        | Cigarettes & Alcohol               | 1994 | Noel Gallagher                                         |
| Little by Little                                 | Heathen Chemistry                  | 2002 | Noel Gallagher                                         |
| Little James                                     | Standing on the Shoulder of Giants | 2000 | Liam Gallagher                                         |
| Live Forever                                     | Definitely Maybe                   | 1994 | Noel Gallagher                                         |
| Lord Don't Slow Me Down                          | Lord Don't Slow Me Down            | 2007 | Noel Gallagher                                         |
| Love Like a Bomb                                 | Don't Believe the Truth            | 2005 | Liam Gallagher, Gem Archer                             |
| Lyla                                             | Don't Believe the Truth            | 2005 | Noel Gallagher                                         |
| Magic Pie                                        | Be Here Now                        | 1997 | Noel Gallagher                                         |
| Married with Children                            | Definitely Maybe                   | 1994 | Noel Gallagher                                         |
| Morning Glory                                    | (What's the Story) Morning Glory?  | 1995 | Noel Gallagher                                         |
| Mucky Fingers                                    | Don't Believe the Truth            | 2005 | Noel Gallagher                                         |
| My Big Mouth                                     | Be Here Now                        | 1997 | Noel Gallagher                                         |
| My Sister Lover                                  | Stand by Me                        | 1997 | Noel Gallagher                                         |
| One Way Road                                     | Who Feels Love?                    | 2000 | Noel Gallagher                                         |
| Part of the Queue                                | Don't Believe the Truth            | 2005 | Noel Gallagher                                         |
| Pass Me Down the Wine                            | The Importance of Being Idle       | 2005 | Liam Gallagher                                         |
| Put Yer Money Where Yer Mouth Is                 | Standing on the Shoulder of Giants | 2000 | Noel Gallagher                                         |
| Rock 'n' Roll Star                               | Definitely Maybe                   | 1994 | Noel Gallagher                                         |
| Rockin' Chair                                    | Roll with It                       | 1995 | Noel Gallagher, Chris Griffiths                        |
| Roll It Over                                     | Standing on the Shoulder of Giants | 2000 | Noel Gallagher                                         |
| Roll with It                                     | (What's the Story) Morning Glory?  | 1995 | Noel Gallagher                                         |
| Round Are Way                                    | Wonderwall                         | 1995 | Noel Gallagher                                         |
| Sad Song                                         | Definitely Maybe                   | 1994 | Noel Gallagher                                         |
| Shakermaker                                      | Definitely Maybe                   | 1994 | Noel Gallagher                                         |
| She's Electric                                   | (What's the Story) Morning Glory?  | 1995 | Noel Gallagher                                         |
| She Is Love                                      | Heathen Chemistry                  | 2002 | Noel Gallagher                                         |
| Shout It Out Loud                                | Stop Crying Your Heart Out         | 2002 | Noel Gallagher                                         |
| Sittin' Here in Silence (On My Own)              | Let There Be Love                  | 2005 | Noel Gallagher                                         |
| Slide Away                                       | Definitely Maybe                   | 1994 | Noel Gallagher                                         |
| Soldier On                                       | Dig Out Your Soul                  | 2008 | Liam Gallagher                                         |
| Some Might Say                                   | (What's the Story) Morning Glory?  | 1995 | Noel Gallagher                                         |
| Songbird                                         | Heathen Chemistry                  | 2002 | Liam Gallagher                                         |
| Stand by Me                                      | Be Here Now                        | 1997 | Noel Gallagher                                         |
| Stay Young                                       | D'You Know What I Mean?            | 1997 | Noel Gallagher                                         |
| Step Out                                         | Don't Look Back in Anger           | 1996 | Noel Gallagher, Stevie Wonder, Henry Cosby, Sylvia Moy |
| Stop Crying Your Heart Out                       | Heathen Chemistry                  | 2002 | Noel Gallagher                                         |
| Strange Thing                                    | Live Demonstration                 | 1993 | Noel Gallagher                                         |
| Sunday Morning Call                              | Standing on the Shoulder of Giants | 2000 | Noel Gallagher                                         |
| Supersonic                                       | Definitely Maybe                   | 1994 | Noel Gallagher                                         |
| Take Me Away                                     | Supersonic                         | 1994 | Noel Gallagher                                         |
| Talk Tonight                                     | Some Might Say                     | 1995 | Noel Gallagher                                         |
| Thank You for the Good Times                     | Stop Crying Your Heart Out         | 2002 | Andy Bell                                              |
| The Boy With The Blues                           | Dig Out Your Soul                  | 2008 | Liam Gallagher                                         |
| The Cage                                         | Heathen Chemistry                  | 2002 | Unknown                                                |
| The Fame                                         | All Around the World               | 1998 | Noel Gallagher                                         |
| The Girl in the Dirty Shirt                      | Be Here Now                        | 1997 | Noel Gallagher                                         |
| The Hindu Times                                  | Heathen Chemistry                  | 2002 | Noel Gallagher                                         |
| The Importance of Being Idle                     | Don't Believe the Truth            | 2005 | Noel Gallagher                                         |
| The Masterplan                                   | Wonderwall                         | 1995 | Noel Gallagher                                         |
| The Meaning of Soul                              | Don't Believe the Truth            | 2005 | Liam Gallagher                                         |
| The Nature of Reality                            | Dig Out Your Soul                  | 2008 | Andy Bell                                              |
| The Quiet Ones                                   | The Importance of Being Idle       | 2005 | Gem Archer                                             |
| The Shock of the Lightning                       | Dig Out Your Soul                  | 2008 | Noel Gallagher                                         |
| The Swamp Song                                   | Wonderwall                         | 1995 | Noel Gallagher                                         |
| The Turning                                      | Dig Out Your Soul                  | 2008 | Noel Gallagher                                         |
| To Be Where There's Life                         | Dig Out Your Soul                  | 2008 | Gem Archer                                             |
| Those Swollen Hand Blues                         | Falling Down                       | 2009 | Noel Gallagher                                         |
| Turn Up the Sun                                  | Don't Believe the Truth            | 2005 | Andy Bell                                              |
| Underneath the Sky                               | Don't Look Back in Anger           | 1996 | Noel Gallagher                                         |
| Up in the Sky                                    | Definitely Maybe                   | 1994 | Noel Gallagher                                         |
| Waiting for the Rapture                          | Dig Out Your Soul                  | 2008 | Noel Gallagher                                         |
| Whatever                                         | Whatever                           | 1994 | Noel Gallagher, Neil Innes                             |
| Where Did It All Go Wrong?                       | Standing on the Shoulder of Giants | 2000 | Noel Gallagher                                         |
| Who Feels Love?                                  | Standing on the Shoulder of Giants | 2000 | Noel Gallagher                                         |
| Who Put the Weight of the World on My Shoulders? | Colonna sonora di Goal!            | 2005 | Noel Gallagher                                         |
| Wonderwall                                       | (What's the Story) Morning Glory?  | 1995 | Noel Gallagher                                         |
| Won't Let You Down                               | Lyla                               | 2005 | Liam Gallagher                                         |

## Cover
| Titolo                            | Incisione                    | Anno | Artista originario | Autore del testo            |
| --------------------------------- | ---------------------------- | ---- | ------------------ | --------------------------- |
| Cum on Feel the Noize             | Don't Look Back in Anger     | 1996 | Slade              | Noddy Holder, Jim Lea       |
| Helter Skelter                    | Who Feels Love?              | 2000 | The Beatles        | John Lennon, Paul McCartney |
| Heroes                            | D'You Know What I Mean?      | 1996 | David Bowie        | David Bowie, Brian Eno      |
| Hey Hey, My My (Into the Black)   | Familiar to Millions         | 2000 | Neil Young         | Neil Young                  |
| I Am the Walrus                   | Cigarettes & Alcohol         | 1994 | The Beatles        | John Lennon, Paul McCartney |
| My Generation                     | Little by Little/She Is Love | 2002 | The Who            | Pete Townshend              |
| Street Fighting Man               | All Around the World         | 1998 | The Rolling Stones | Mick Jagger, Keith Richards |
| You've Got to Hide Your Love Away | Some Might Say               | 1995 | The Beatles        | John Lennon, Paul McCartney |

## Canzoni non pubblicate
| Titolo                                         | Periodo   | Autore del testo             |
| ---------------------------------------------- | --------- | ---------------------------- |
| Alice                                          | 1991      | Liam Gallagher, Paul Arthurs |
| Life in Vain                                   | 1991      | Liam Gallagher, Paul Arthurs |
| Reminisce                                      | 1991      | Liam Gallagher, Paul Arthurs |
| Take Me                                        | 1991      | Liam Gallagher, Paul Arthurs |
| See the Sun                                    | 1991–1994 | Noel Gallagher               |
| I Will Show You                                | 1991–1994 | Noel Gallagher               |
| Colour My Life                                 | 1991–1994 | Noel Gallagher               |
| Better Let You Know                            | 1991–1994 | Noel Gallagher               |
| Comin' on Strong                               | 1991–1994 | Noel Gallagher               |
| Lock All the Doors                             | 1991–1994 | Noel Gallagher               |
| Must Be the Music                              | 1991–1994 | Noel Gallagher               |
| Snakebite                                      | 1991–1994 | Noel Gallagher               |
| Revolution Song                                | 1999      | Noel Gallagher               |
| How Does It Feel?                              | 2002      | Noel Gallagher               |
| Stop the Clocks                                | 2002–2005 | Noel Gallagher               |
| (I Wanna Live in a Dream in My) Record Machine | 2004–2005 | Noel Gallagher               |
| Come on It's Alright                           | 2008      | Noel Gallagher               |
| Man of Misery                                  | 2009      | Liam Gallagher               |